# Chikukwe
Chikukwe ist ein Verwaltungsbezirk (englisch Ward) des Distrikts Masasi in der tansanischen Region Mtwara.

## Geografie
Chikukwe liegt im Südosten von Tansania etwa 15 Kilometer Luftlinie nordöstlich der Distrikthauptstadt Masasi. Der Bezirk grenzt im Nordwesten an Ndomoni, im Norden an Chinongwe, im Osten an Chigugu und Chiwata, im Süden an Mpindimbi, im Südwesten an Chanikanguo und im Westen an Chikunja und Lukuledi. Bei der Volkszählung 2022 lebten 10.715 Menschen in 3407 Haushalten auf einer Fläche von 96 Quadratkilometern.

## Gliederung
Der Bezirk besteht aus sechs Gemeinden (Mtaa) mit 32 Orten (Kitongoji):
| Chikukwe - Tandika - Kanisani - Chemchem - Benako - Ghalani | Maparagwe - Pwani - Amani - Kariakoo - Mnaida - Kilimani Hewa | Liloya - Tukaewote - Chakamba - Tupendane - Songambele - Kilimani Hewa | Mji Mwema - Kibaoni - Darajani - Kanisani - Magomeni - Mji Mwema | Mandiwa - Zanzibari - Amani - Barabarani - Tulieni - Tekeleza - Tuungane - Mihuru | Mwambao - Mwambao - Mputuma - Lukoka - Chitope - Denesi |

## Infrastruktur
- Bildung: Die Isdore Shirima Secondary School ist eine staatliche weiterführende Tagesschule, die Jugendliche bis zur 4. Stufe ausbildet.[8]
- Verkehr: Durch den Bezirk verläuft die asphaltierte Nationalstraße, die Masasi im Südwesten mit Mtwara im Osten verbindet.[9]